# Вэркыкикэ (приток Кэтыльоккы)
Вэркыкикэ (устар. Варга-Кикя) — река в России, протекает по территории Красноселькупского района Ямало-Ненецкого автономного округа. Начинается в болотах. Устье реки находится в 10,1 км по левому берегу реки Кэтыльоккы на высоте 43 метра над уровнем моря. Длина реки составляет 16 км.

## Данные водного реестра
По данным государственного водного реестра России относится к Нижнеобскому бассейновому округу, водохозяйственный участок реки — Таз. Речной бассейн реки — Таз.
Код объекта в государственном водном реестре — 15050000112115300064515.